# Tổng công ty Cổ phần Xuất nhập khẩu và Xây dựng Việt Nam
Tổng công ty Cổ phần Xuất nhập khẩu và Xây dựng Việt Nam (tên tiếng Anh là Vietnam Construction and Import-Export Joint Stock Corporation; tên gọi tắt là Vinaconex; mã chứng khoán HOSE: VCG) là doanh nghiệp hoạt động trong lĩnh vực công nghiệp xây dựng, bất động sản, thành lập vào ngày 27 tháng 9 năm 1988.

## Lịch sử
- Ngày 27/9/1988, Thành lập Công ty dịch vụ và xây dựng nước ngoài quản lý hơn 13.000 cán bộ, công nhân ngành xây dựng làm việc ở các nước Bulgaria, Nga, Tiệp Khắc, Liên Xô.
- Ngày 10/8/1991, Công ty hoạt động trong lĩnh vực xuất nhập khẩu và xuất khẩu lao động.
- Ngày 20/11/1995, Tổng công ty Xuất nhập khẩu và Xây dựng Việt Nam được thành lập và hoạt động đa doanh trong nhiều lĩnh vực.
- Ngày 13/5/2004, Vinaconex được chọn là một trong những Tổng Công ty Nhà nước đầu tiên thực hiện thí điểm cổ phần hóa toàn Tổng Công ty.
- Ngày 27/11/2006, Đại hội đồng cổ đông thành lập Tổng Công ty cổ phần đã được tiến hành và Vinaconex đã chính thức đi vào hoạt động theo hình thức Công ty cổ phần.
- Ngày 5/9/2008, cổ phiếu Tổng Công ty cổ phần Xuất nhập khẩu và Xây dựng Việt Nam chính thức giao dịch trên Sở Giao dịch Chứng khoán Hà Nội với mã chứng khoán VCG. Nhà nước hoàn tất việc thoái vốn toàn bộ tại Vinaconex vào tháng 12/2018.
- Ngày 11/1/2019, Nhà nước hoàn tất việc thoái vốn toàn bộ tại Tổng công ty Cổ phần Xuất nhập khẩu và Xây dựng Việt Nam. Tổng công ty tổ chức họp Đại hội đồng cổ đông bất thường năm 2019 để bầu thay thế Thành viên Hội đồng quản trị và Ban Kiểm soát nhiệm kỳ 2017 – 2022.

## Ban lãnh đạo (hiện nay)
Chủ tịch HĐQT: Đào Ngọc Thanh
Tổng Giám đốc: Nguyễn Xuân Đông
Phó Tổng Giám đốc: Dương Văn Mậu
Phó Tổng Giám đốc: Nguyễn Hữu Tới
Phó Tổng Giám đốc: Nguyễn Khắc Hải
Phó Tổng Giám đốc: Nguyễn Thị Quỳnh Trang

## Giải thưởng
- Thương hiệu Quốc gia (năm 2008, 2010, 2012)
- Thương hiệu mạnh Việt Nam năm 2009[2]
- Top 500 doanh nghiệp lớn nhất Việt Nam
- Top 10 Giải thưởng Sao Vàng Đất Việt 2021[3]

Cùng một số giải thưởng khác...

## Danh hiệu
- Huân chương Lao động hạng III (năm 2018)[4] nhân kỷ niệm 30 năm thành lập Tổng công ty Cổ phần Xuất nhập khẩu và Xây dựng Việt Nam.

## Bê bối

### Vụ án 19 lần vỡ đường ống nước sông Đà
Ngày 17-7-2014, cử tri nêu bức xúc khi Chủ tịch UBND TP Hà Nội Nguyễn Thế Thảo tiếp xúc cử tri tại Q.Hoàn Kiếm: "Trung bình cứ hai tháng đường ống nước Sông Đà lại vỡ một lần. Thậm chí những ngày gần đây, chỉ trong ba ngày mà đường ống nước này vỡ liên tiếp hai lần. (tổng cộng 9 lần)" Theo ông Thảo, nguyên nhân dẫn đến vỡ đường ống nước Sông Đà thì có nhiều, nhưng trọng tâm nhất vẫn là chất lượng đường ống do chính Vinaconex sản xuất. " 
Trước đó, sau nhiều lần vỡ đường ống, ngày 19/6/2014, Bộ Xây dựng cũng đã có văn bản cho biết nguyên nhân trực tiếp gây vỡ tuyến ống truyền tải nước sông Đà là do chất lượng ống không đồng đều, đường ống được làm bằng vật liệu composite, không chịu được lực uốn và biến dạng. Ngày 14/7/2015, Cơ quan CSĐT - Bộ Công an tống đạt quyết định khởi tố bị can 7 cán bộ thuộc Công ty Cổ phần Ống sợi thủy tinh Vinaconex, Ban quản lý dự án cấp nước sông Đà, cùng một số đơn vị liên quan về hành vi "Vi phạm quy định về xây dựng gây hậu quả nghiêm trọng".
Ngày 15/7/2016, Cơ quan Cảnh sát điều tra, Bộ Công an có kết luận điều tra bổ sung đã xác định: Sau 18 lần vỡ đường ống nước Công ty Cổ phần nước sạch Vinaconex đã phải bỏ ra 13,4 tỷ đồng để khắc phục sửa chữa, 177.000 hộ dân không được cấp nước trong thời gian 343 giờ, lượng nước không được cấp là 1,5 triệu m3. Doanh nghiệp khai thác dự án phải đầu tư thêm số tiền hơn 1.000 tỷ đồng để xây dựng khẩn cấp thêm một đường ống mới. Thiệt hại là đặc biệt nghiêm trọng.
Trong hồ sơ chuyển tới VKSND Tối cao, cơ quan này đề nghị truy tố 9 bị can gồm: Hoàng Thế Trung (nguyên giám đốc), Nguyễn Văn Khải (nguyên phó giám đốc Ban Quản lý dự án đầu tư xây dựng hệ thống cấp nước sông Đà - Hà Nội- Ban Quản lý dự án); Trương Trần Hiển (nguyên trưởng phòng Vật tư thiết bị Ban Quản lý dự án); Trần Cao Bằng (nguyên giám đốc Công ty CP ống sợi thủy tinh Vinaconex), Vũ Thanh Hải (nguyên phó giám đốc Công ty CP ống sợi thủy tinh Vinaconex); Đỗ Đình Trì (nguyên trưởng đoàn tư vấn giám sát của Công ty CP nước và môi trường VN - Viwase) cùng Nguyễn Biên Hùng, Hoàng Quốc Thống, Bùi Minh Quân, đều nguyên cán bộ của Viwase.
Theo kết quả điều tra bổ sung, từ năm 2004, HĐQT Vinaconex lúc đó gồm các ông: Phí Thái Bình (Chủ tịch), Nguyễn Văn Tuân (Tổng giám đốc), Tô Ngọc Thành, Hoàng Hợp Thương và Vũ Đình Chầm (các ủy viên) không thực hiện đúng quy định pháp luật về quản lý đầu tư xây dựng công trình khi quyết định thay đổi vật liệu tuyến ống, đưa vào sử dụng vật liệu composite sợi thủy tinh chưa được thẩm định. Cơ quan tố tụng xác định các ông Bình, Tuân, Thành, Thương, Chầm đã có dấu hiệu của tội vi phạm quy định về xây dựng gây hậu quả nghiêm trọng theo điều 229 Bộ luật Hình sự, nhưng không có động cơ vụ lợi. Trong quá trình điều tra họ khai báo thành khẩn, hợp tác với cơ quan điều tra để làm rõ bản chất vụ án, có nhân thân tốt, nhiều đóng góp cho ngành xây dựng, vi phạm lần đầu. Việc ra các quyết định trái quy định là muốn công trình nhanh, giá thành rẻ, cho nên liên ngành tư pháp trung ương thấy rằng không cần thiết phải xử lý hình sự đối với các thành viên HĐQT Vinaconex.
Lãnh đạo VKSND Tối cao đã yêu cầu Vụ 3 kiểm tra, xem xét lại vụ việc "không khởi tố lãnh đạo Vinaconex", lo ngại việc không khởi tố cựu phó chủ tịch Hà Nội cùng 4 lãnh đạo chủ chốt của Vinaconex sẽ tạo tiền lệ xấu khi xử lý án tương tự.
Theo Công ty CP nước sạch Vinaconex (Viwasupco), tối 14-9-2016, nhân viên của công ty trong quá trình kiểm tra đường ống để duy tu bảo dưỡng định kỳ đã phát hiện ra điểm xung yếu, nước rò rỉ và phun lên mặt đất ở đoạn qua Km21 + 600, Đại lộ Thăng Long. Công ty phải tạm ngừng cấp nước cho hơn 70 nghìn hộ dân. Sự cố được khắc phục trong đêm và đã cấp nước trở lại cho người dân. Đây đã là lần thứ 19 đường ống này bục vỡ.